# Зун-Хурай
Зун-Хура́й (бур. Зүүн Хуурай - сухая сторона) — посёлок в Хоринском районе Бурятии. Входит в сельское поселение «Краснопартизанское».

## География
Расположен на левобережье Уды, на правом берегу речки Бурятский Хурай (Зун-Хурай), в 2 км к юго-востоку от места её впадения в Уду, в 11 км к югу от центра сельского поселения — села Ониноборск.

## Население
| 2002 | 2010 |
| ---- | ---- |
| 460  | ↘383 |

## История
Основан в 1942 году как лесозаготовительный пункт.

## Инфраструктура
Основная общеобразовательная школа, детский сад, сельский Дом культуры, библиотека, фельдшерско-акушерский пункт, почтовое отделение.

## Экономика
Заготовка и переработка леса.